# Charles Sowa
Charles Sowa (Schifflange, 15 april 1933 – aldaar, 7 juli 2013) was een Luxemburgse snelwandelaar, die uitkwam op vier verschillende Olympische Spelen. 

## Loopbaan
Sowa's beste prestatie is een negende plaats op de 50 km snelwandelen tijdens de Olympische Spelen van 1964 in Tokio.
Na zijn snelwandelcarrière was Sowa actief als trainer en was bondscoach van Nederland en Luxemburg. Ook zijn zoon Marco Sowa was een snelwandelaar van internationaal niveau.
In 1964, 1967, 1971 en 1972 werd Sowa uitgeroepen tot Sportman van het Jaar in Luxemburg.

## Luxemburgse kampioenschappen
| Onderdeel          | jaar                                                       |
| ------------------ | ---------------------------------------------------------- |
| 20 km snelwandelen | 1960, 1961, 1962, 1964, 1967, 1968, 1970, 1971, 1972, 1974 |

## Persoonlijke records
| Onderdeel          | Prestatie | Jaar |
| ------------------ | --------- | ---- |
| 20 km snelwandelen | 1:27.32   | 1972 |
| 50 km snelwandelen | 4:12.05   | 1969 |

## Palmares

### 20 km snelwandelen
- 1960: 18e OS - 1:42.43,8
- 1964: 16e OS - 1:36.16
- 1968: 19e OS - 1:40.17,0
- 1972: 18e OS - 1:36.23,8

### 50 km snelwandelen
- 1960: 21e OS - 4:57.00,4
- 1964: 9e OS - 4:20.37,2
- 1968: 16e OS - 4:44.45,2
- 1972: 10e OS - 4:14.21,2

## Onderscheidingen
- Luxemburgs sportman van het jaar - 1964, 1967, 1971, 1972